# アール・デコ

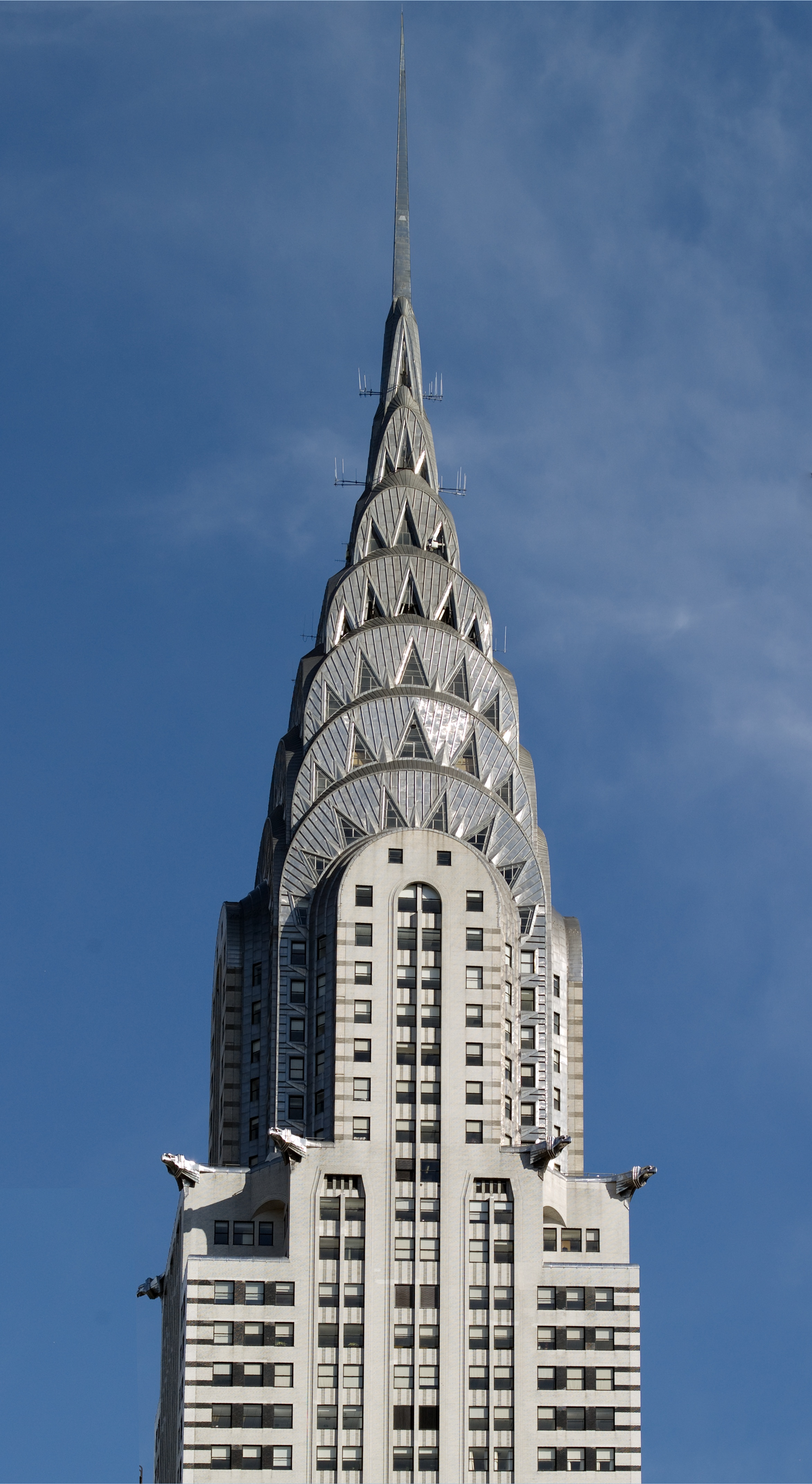
アール・デコ建築のクライスラー・ビルディング

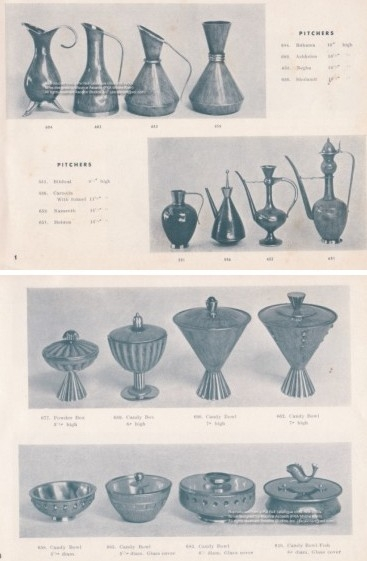
Maurice Ascalon (1913 - 2003)

アール・デコ（仏: Art Déco）とは、一般にアール・ヌーヴォーの時代に続き、ヨーロッパおよびアメリカ合衆国（ニューヨーク）を中心に1910年代半ばから1930年代にかけて流行、発展した装飾の一傾向。
原義は装飾美術（Arts décoratifs）。
幾何学図形をモチーフにした記号的表現や、原色による対比表現などの特徴を持つが、その装飾の度合いや様式は多様である。

## 概要
アール・デコは、戦前の1925年にパリのセーヌ河畔を会場として開催された「アール・デコラティブ」という展覧会が由来とされている。この展覧会は国際博覧会であり、正式名称は「現代装飾美術・産業美術国際博覧会」（Exposition Internationale des Arts Décoratifs et Industriels modernes）である。展示会場の外壁に、これまで見たこともないような円弧や直線を組み合わせた文様が施されていて、これがアール・デコ様式のはじまりだった。戦後、アール・デコという言葉が印刷物に登場したのは、1966年にタイムズ紙のヒラリー・ゲルソンによる記事によるものだった。
キュビズム、バウハウスのスタイル、当時発掘が相次いだ古代エジプト（古代エジプト美術）の装飾模様、アステカ文化の装飾、日本や中国などの東洋美術など、古今東西からの様々な引用や混合が指摘されている。世紀末のアール・ヌーヴォーは植物などを思わせる曲線を多用した有機的なデザインであったが、自動車・飛行機や各種の工業製品、近代的都市生活といったものが生まれた時代への移り変わりに伴い、進歩した文明の象徴である機械を思わせる、装飾を排除した機能的・実用的なフォルムが新時代の美意識として様式化した。
世界中の都市で同時代に流行し、大衆に消費された装飾でもある。富裕層向けの一点制作のものが中心となったアール・ヌーヴォーのデザインに対し、アール・デコのデザインは一点ものも多かったものの、大量生産とデザインの調和をも取ろうとした。アール・デコの影響を受けた分野は多岐にわたり、広まった。
アール・デコは、装飾ではなく規格化された形態を重視する機能的モダニズムの論理に合わないことから、流行が去ると過去の悪趣味な装飾と捉えられた。従来の美術史、デザイン史では全く評価されることもなかったが、1966年、パリで開催された「25年代展」以降、モダンデザイン批判やポスト・モダニズムの流れの中で再評価が進められてきた。

## 建築
アール・デコ建築としては、1930年頃はニューヨークの摩天楼（クライスラー・ビルディング、エンパイア・ステート・ビルディング、ロックフェラーセンターなど）が有名だった。しかし、大恐慌によりアメリカ経済が大不況に陥るとともに流行は終焉した。建築家の磯崎新によると、モダニズムへの転換は1932年にニューヨーク近代美術館（MoMA）開催された「インターナショナル・スタイル展」が決定打になり、アール・デコはマイアミのリゾートホテルやロサンゼルスの映画館のような地方の消費志向型建築にしか用いられなくなったという。

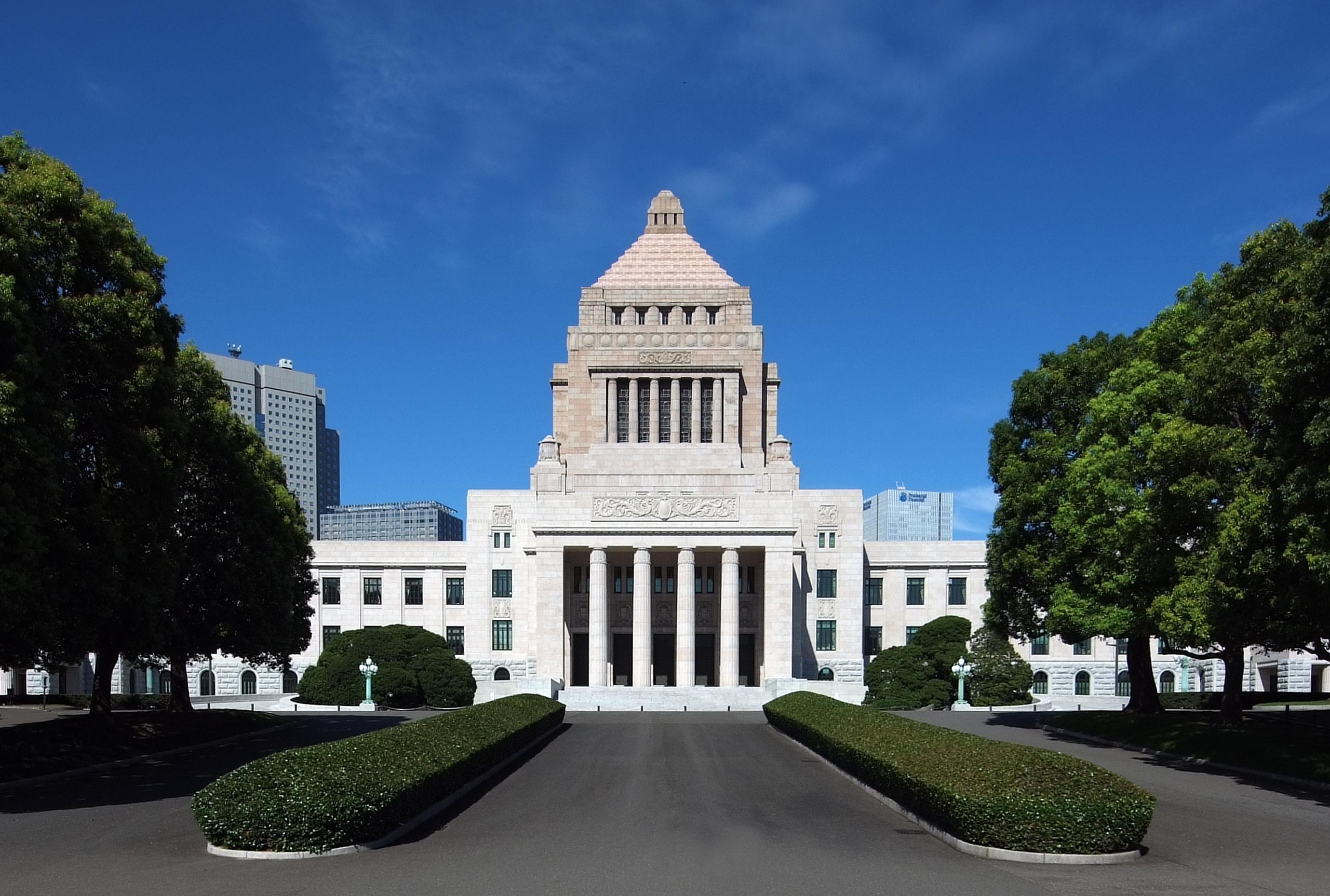
国会議事堂 1936年建設

日本でも昭和時代初期の一時期、アール・デコ様式が流行した。当時、国際都市であった上海の近代建築にもアール・デコの影響が見られる（サッスーンハウス、フランスクラブなど）。
アメリカ
- クライスラー・ビルディング
アールデコの摩天楼
- エンパイア・ステート・ビルディング
- ウォルドルフ＝アストリア
- エセックスハウス
- ラジオシティ・ミュージックホール
- マイアミの街並み（マイアミ・デコと呼ぶことがある）

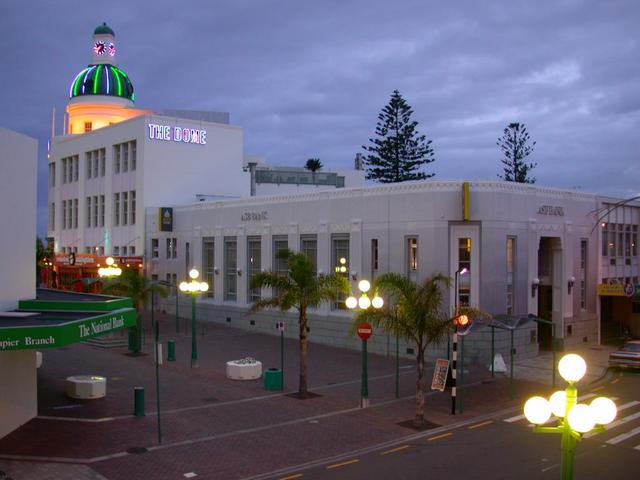
ネーピアのT & G ドーム

他、中南米や、オーストラリア、インド、インドネシアなどにもアールデコ意匠の建築は見られる。
- フロントン・メヒコ（スペイン語版）（メキシコシティ、メキシコ）
- チリ国立銀行（英語版）
- セントラル・ド・ブラジル駅
- オーストラリア戦争記念館
- 旧ニュージーランド銀行（英語版）ほか、ネーピアの街並み（1931年の震災からの復興に際し、アールデコ様式を採用した）
- アンザック記念碑（英語版）（ニューサウスウェールズ州シドニー、オーストラリア）
- ウメイド・バワン・パレス（英語版）（ラージャスターン州ジョードプル、インド）

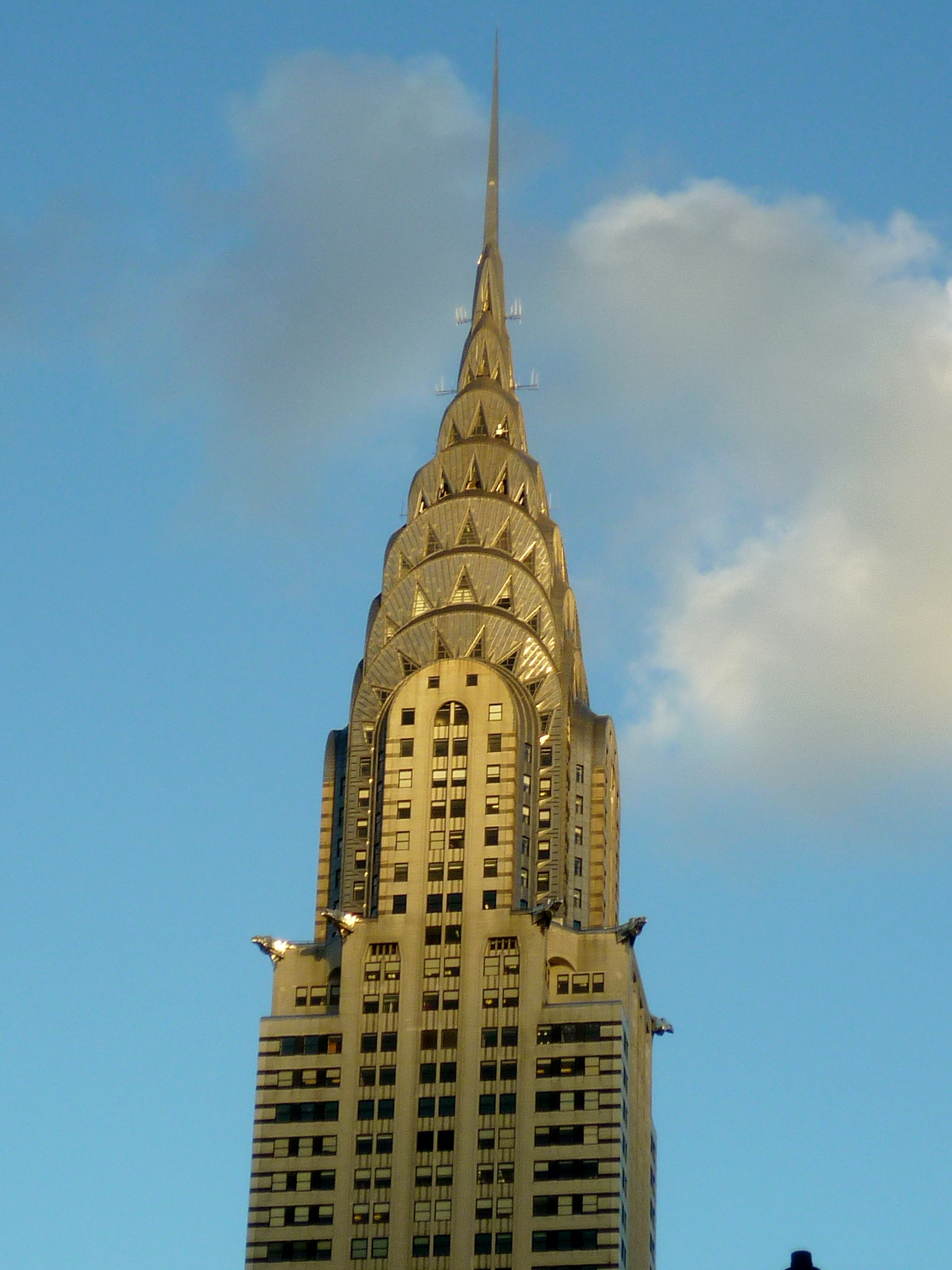
クライスラー・ビルディング最頂部
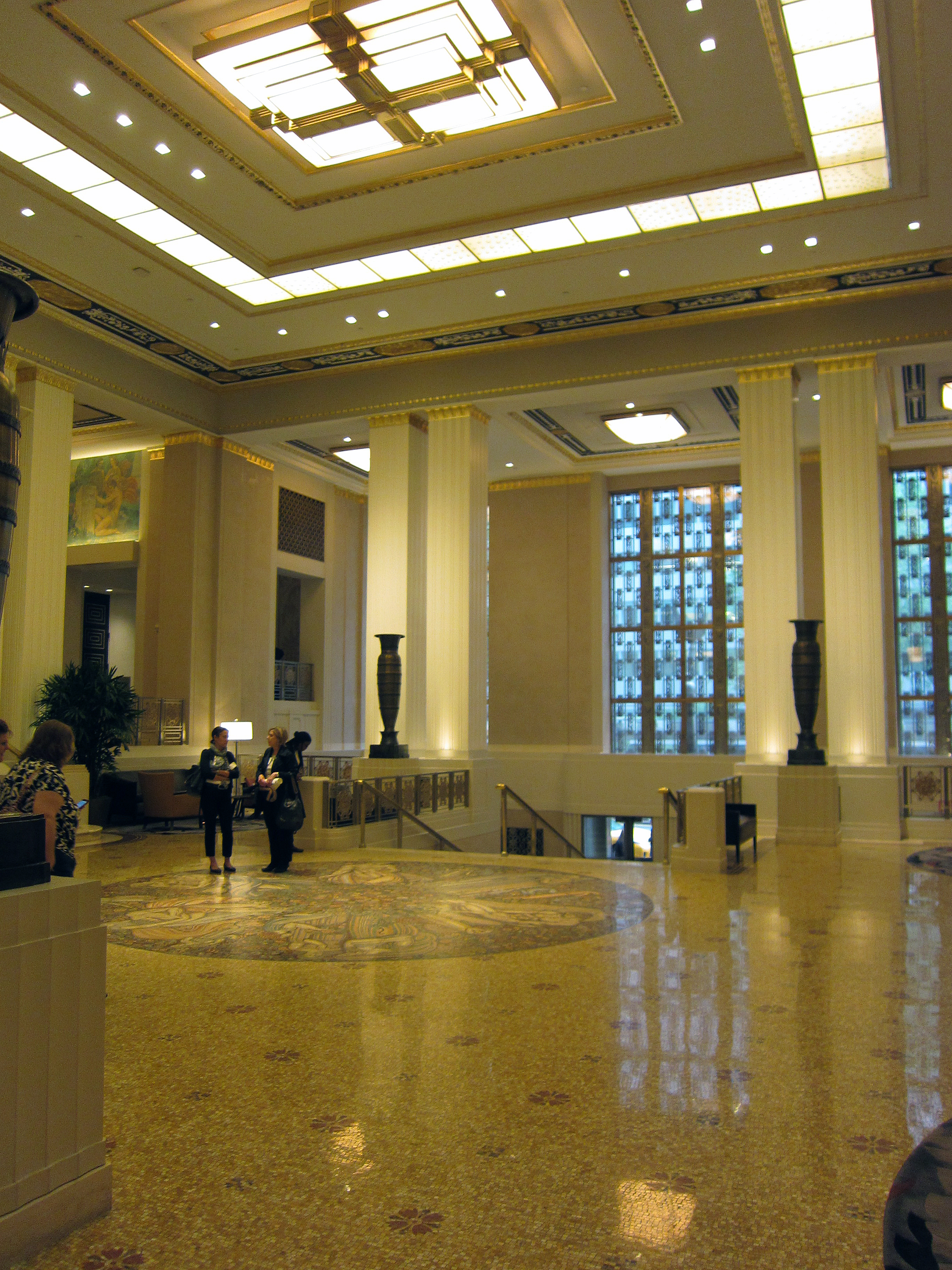
ウォルドルフ＝アストリアホテル　ロビー
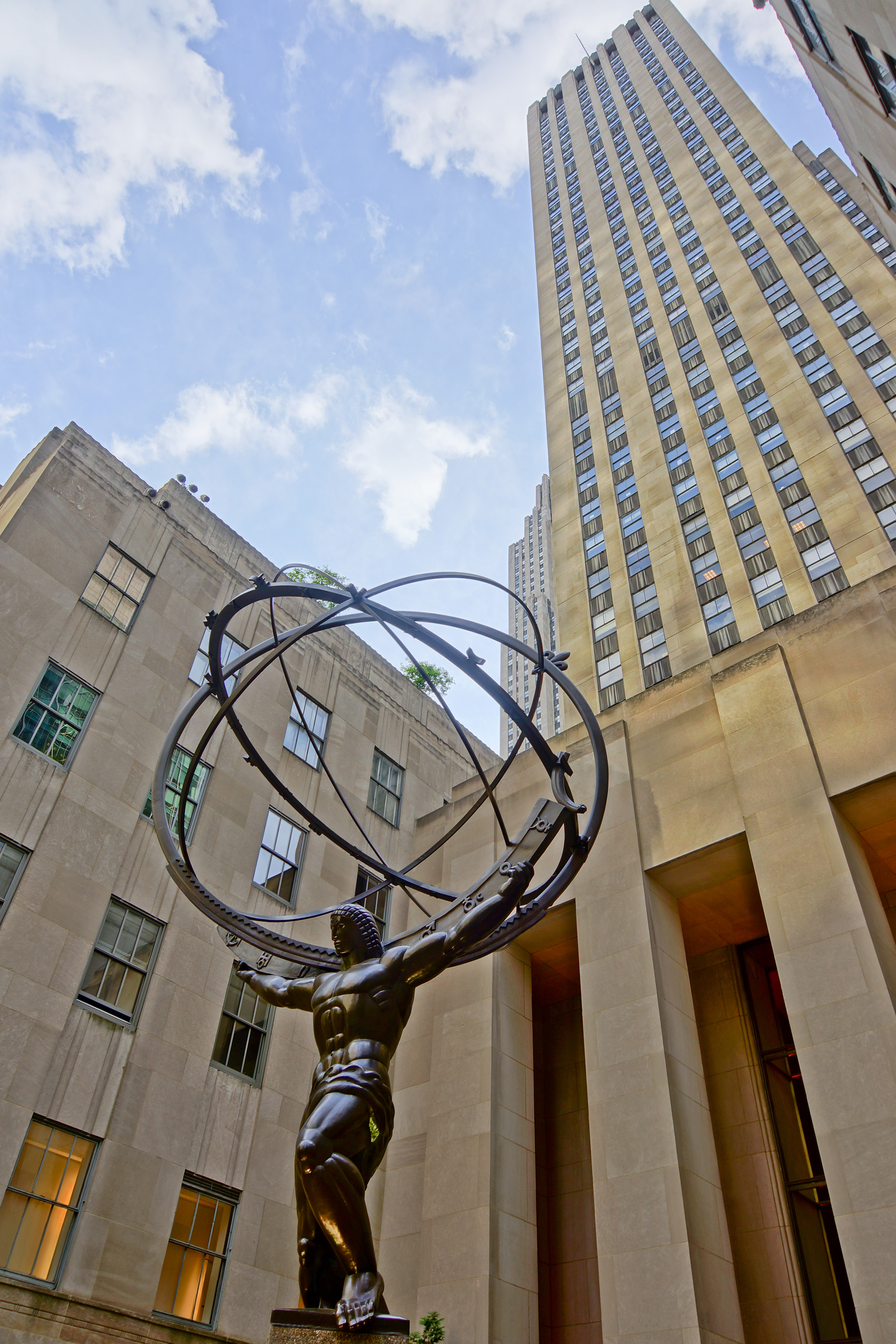
ロックフェラー・センターとアトラス像　アメリカ合衆国、マンハッタン
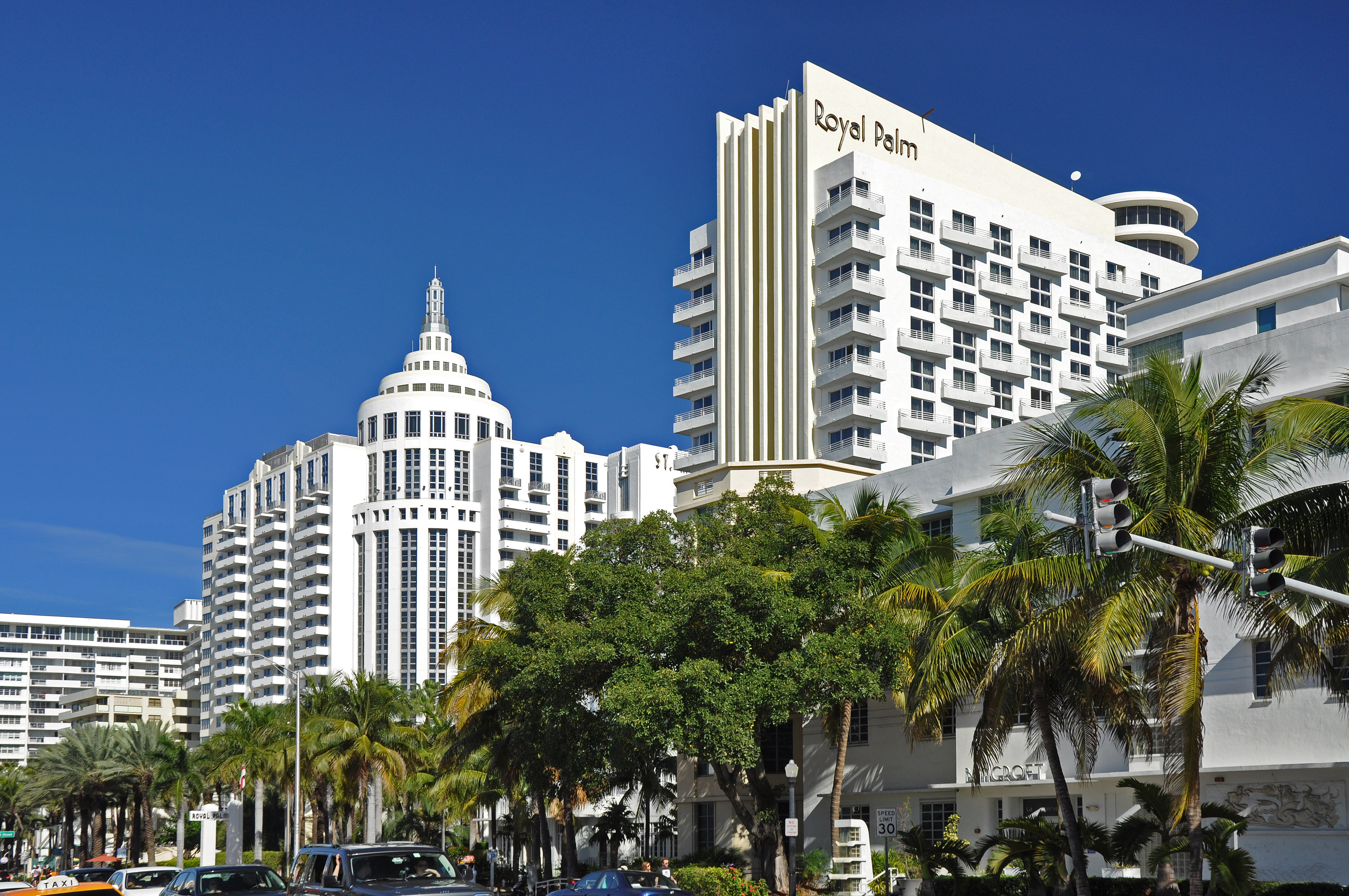
マイアミビーチ、コリンズ・アベニュー（英語版）
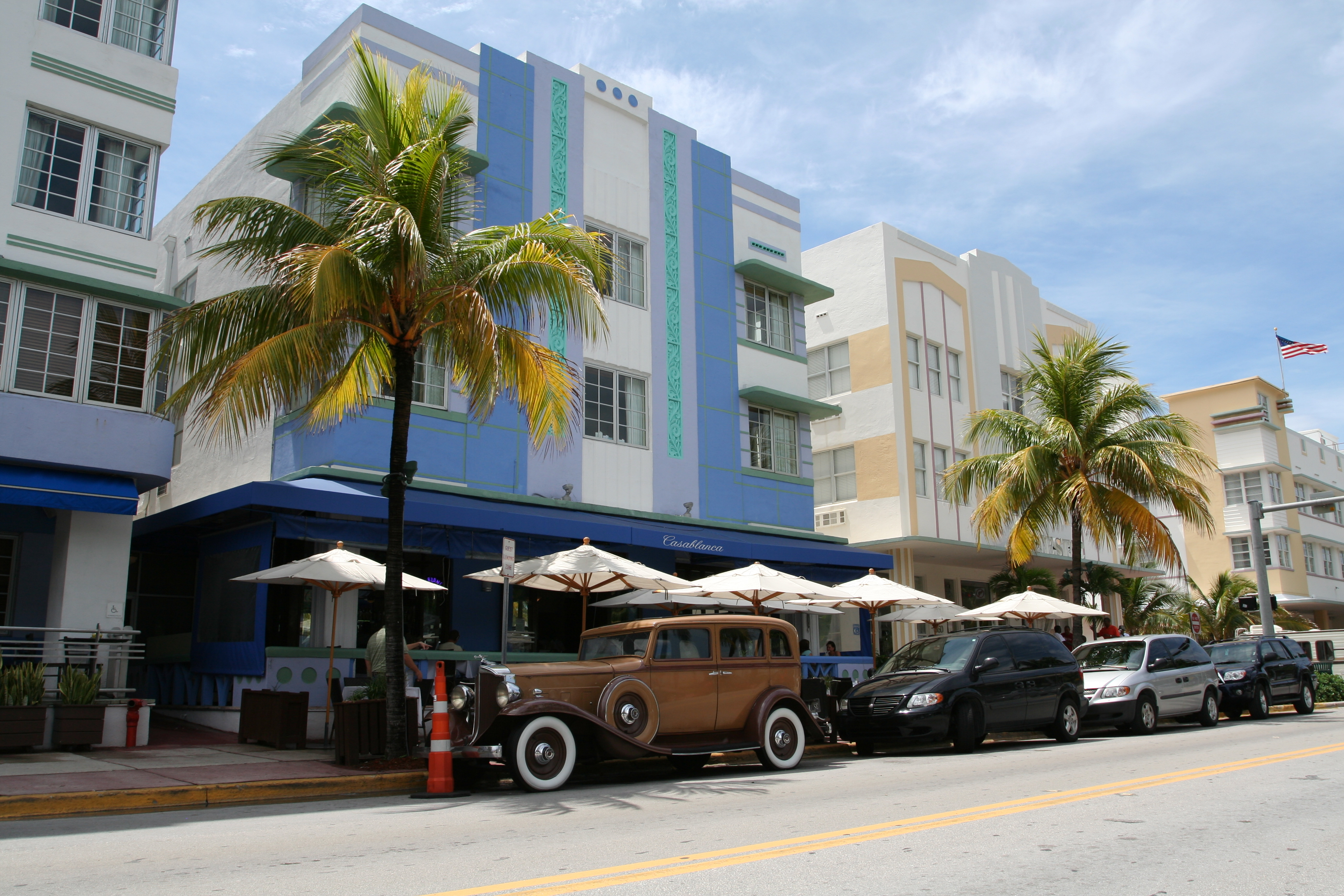
マイアミ・アール・デコ地区（英語版）
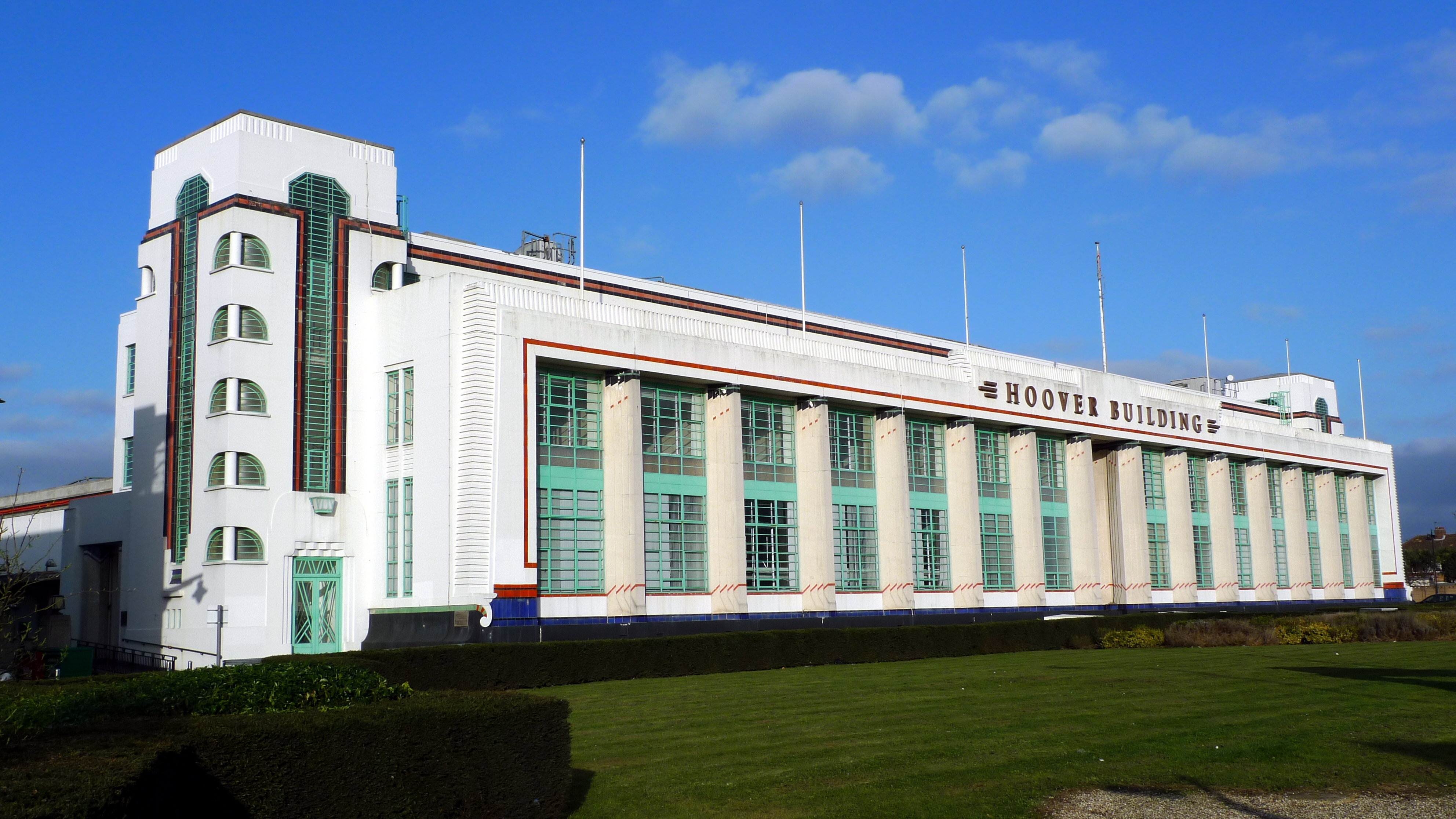
フーヴァー・ビルディング（英語版）　イギリス、イーリング区
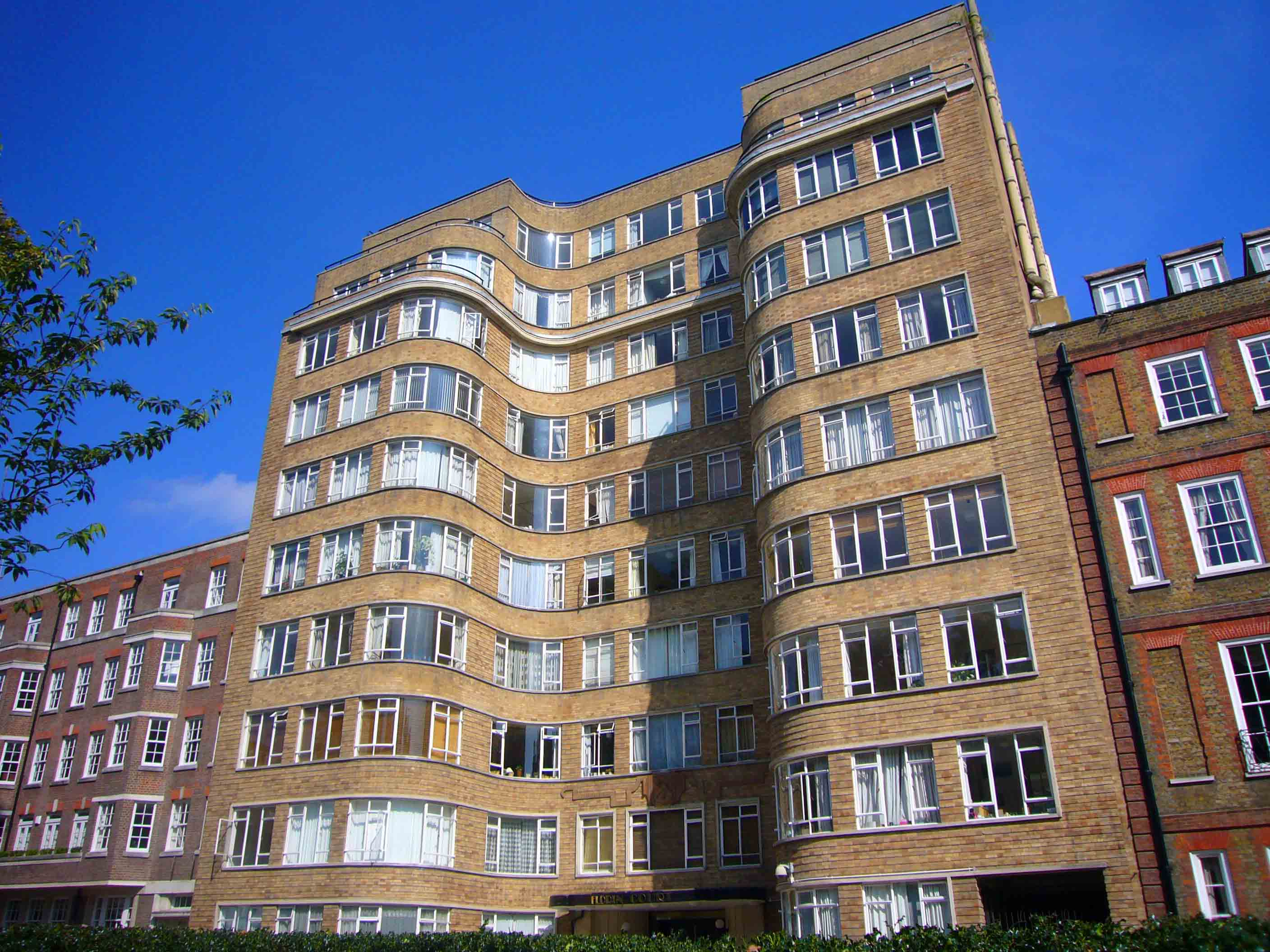
フローリン・コート（英語版）　イギリス、ロンドン、スミスフィールド
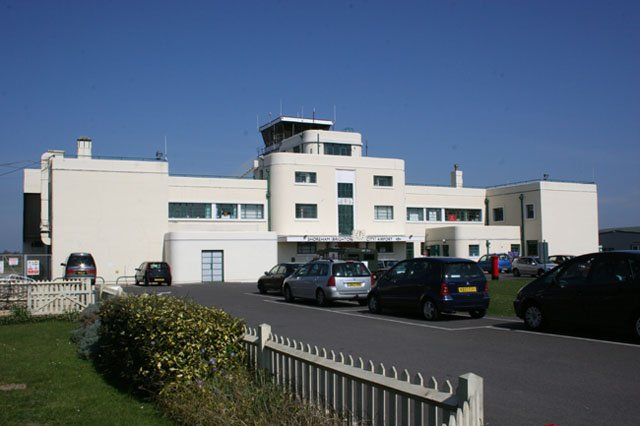
ブライトン・シティ空港 イギリス、ランシング
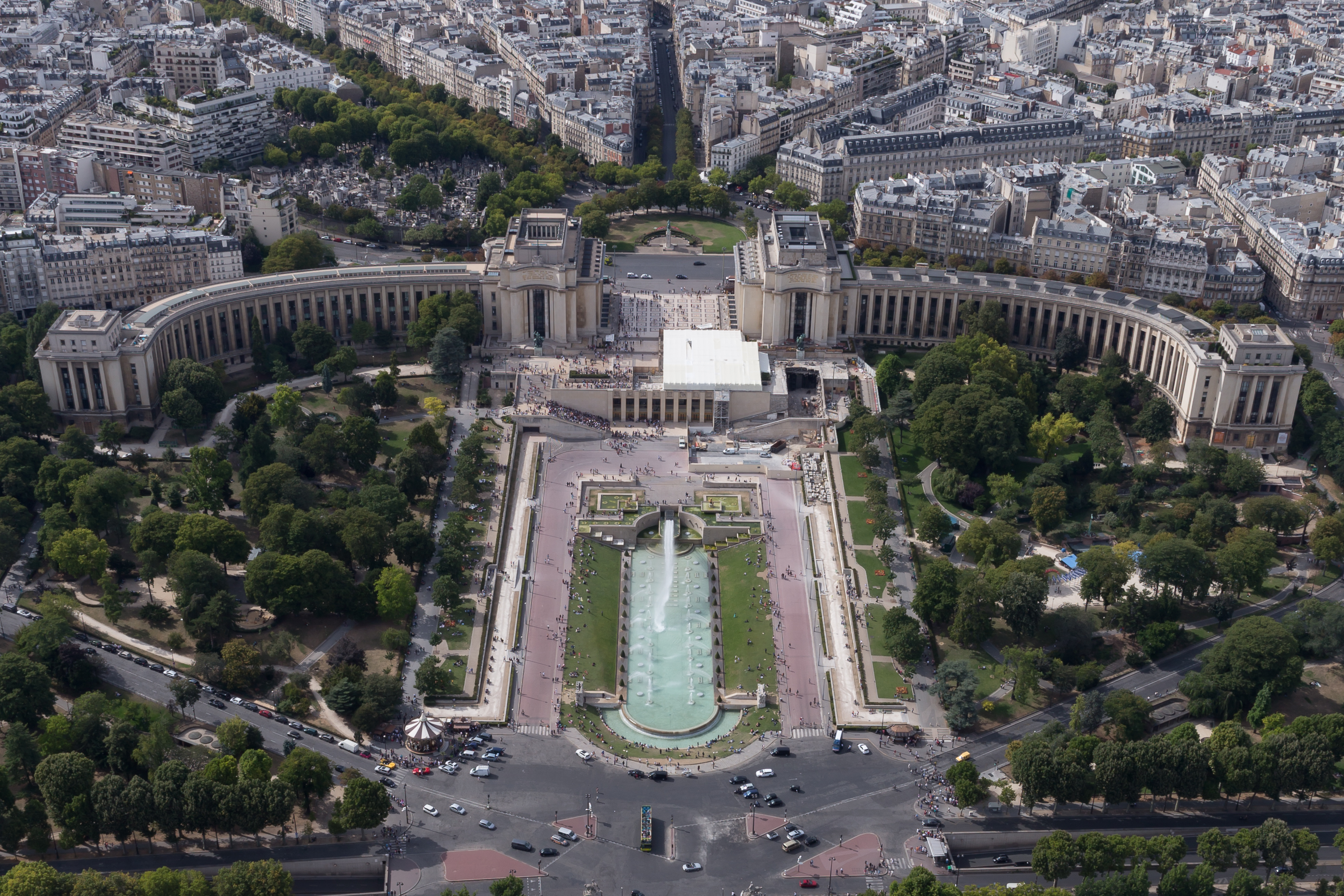
シャイヨ宮 フランス、パリ
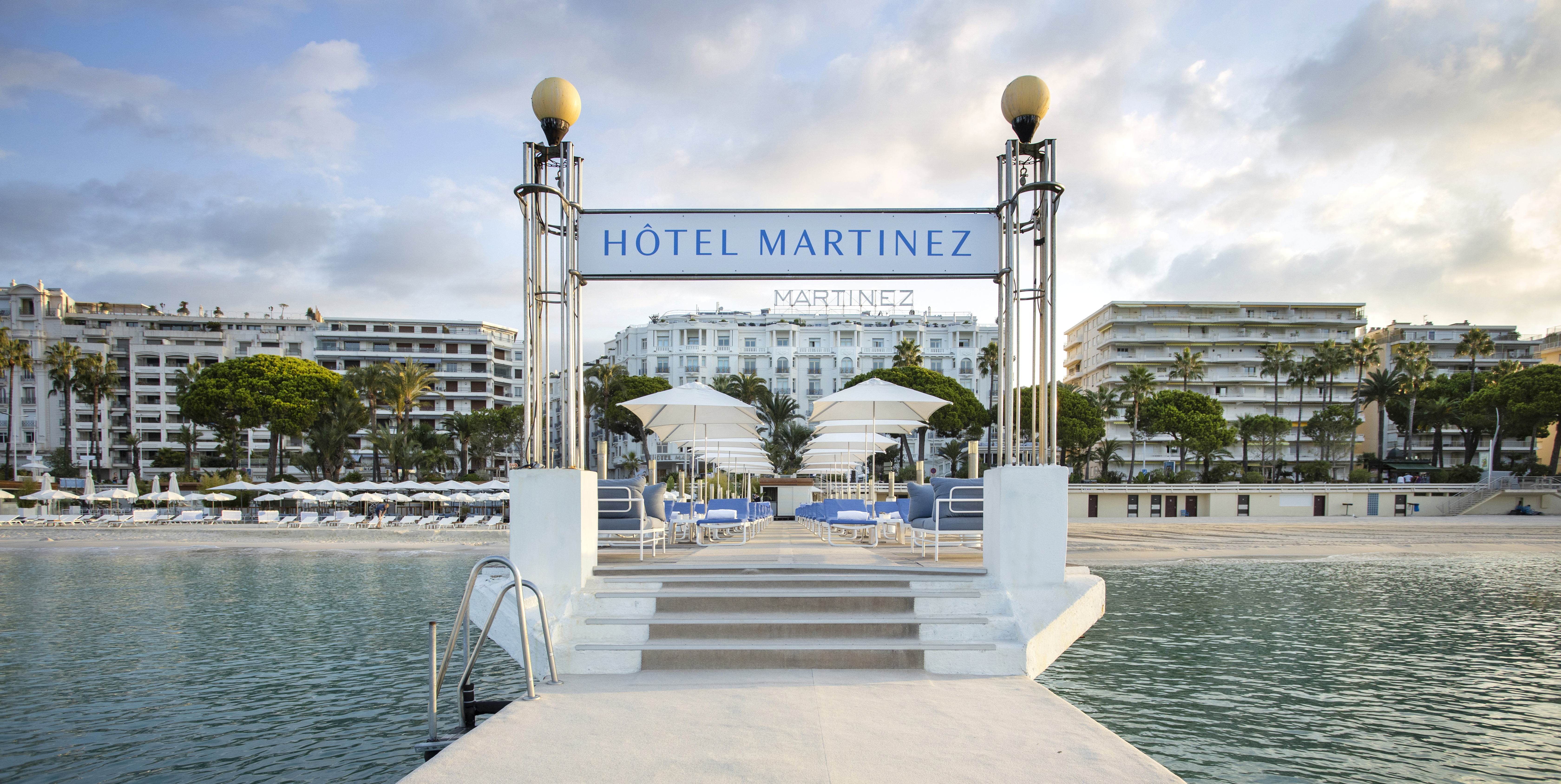
ホテル・マルチネス（英語版） フランス、カンヌ

## 家具
インテリア、家具にもアール・デコが用いられた。チャールズ・レニー・マッキントッシュやウィーン分離派、フランク・ロイド・ライトのデザインもアール・デコの流れに位置づけられることがある。

## 工業デザイン
- レイモンド・ローウィ

## 美術

### ポスター・絵画
- カッサンドル（A. M. Cassandre 1901年 - 1968年）

（本名アドルフ・ジャン＝マリー・ムーロン Adolphe Jean-Marie Mouron）
- レイモン・サヴィニャック
- アイリーン・グレイ
- ポール・コラン（Paul Colin 1892年 - 1985年）
- ジャン・カルリュ（Jean Carlu 1900年 - 1997年）
- シャルル・ルーポ（Charles Loupot 1892年 - 1962年）
- タマラ・ド・レンピッカ（Tamara de Lempicka 1898年 - 1980年）
- ジョルジュ・バルビエ（George Barbier 1882年 - 1932年）
- アンドレ・エデュアール・マルティ（フランス語版）（André Édouard Marty 1882年 - 1974年）
- シャルル・マルタン（フランス語版）（Charles Martin 1884年 - 1934年）
- ジョルジュ・ルパップ（フランス語版）（Georges Lepape 1887年 - 1971年)
- ジャン・エミール・ラブルール（Jean Émile Laboureur 1877年 - 1943年）
- エルテ（Erté 1892年 - 1990年）
- 高野三三男（1900年 - 1979年）
- ルイ・イカール（フランス語版）（Louis Icart 1888年 - 1950年）

（注）コラン、ルーポ、カルリュ、カッサンドルをあわせてアール・デコ期のポスターの（ダルタニアンを含めた）「三銃士」と呼ぶことがある。

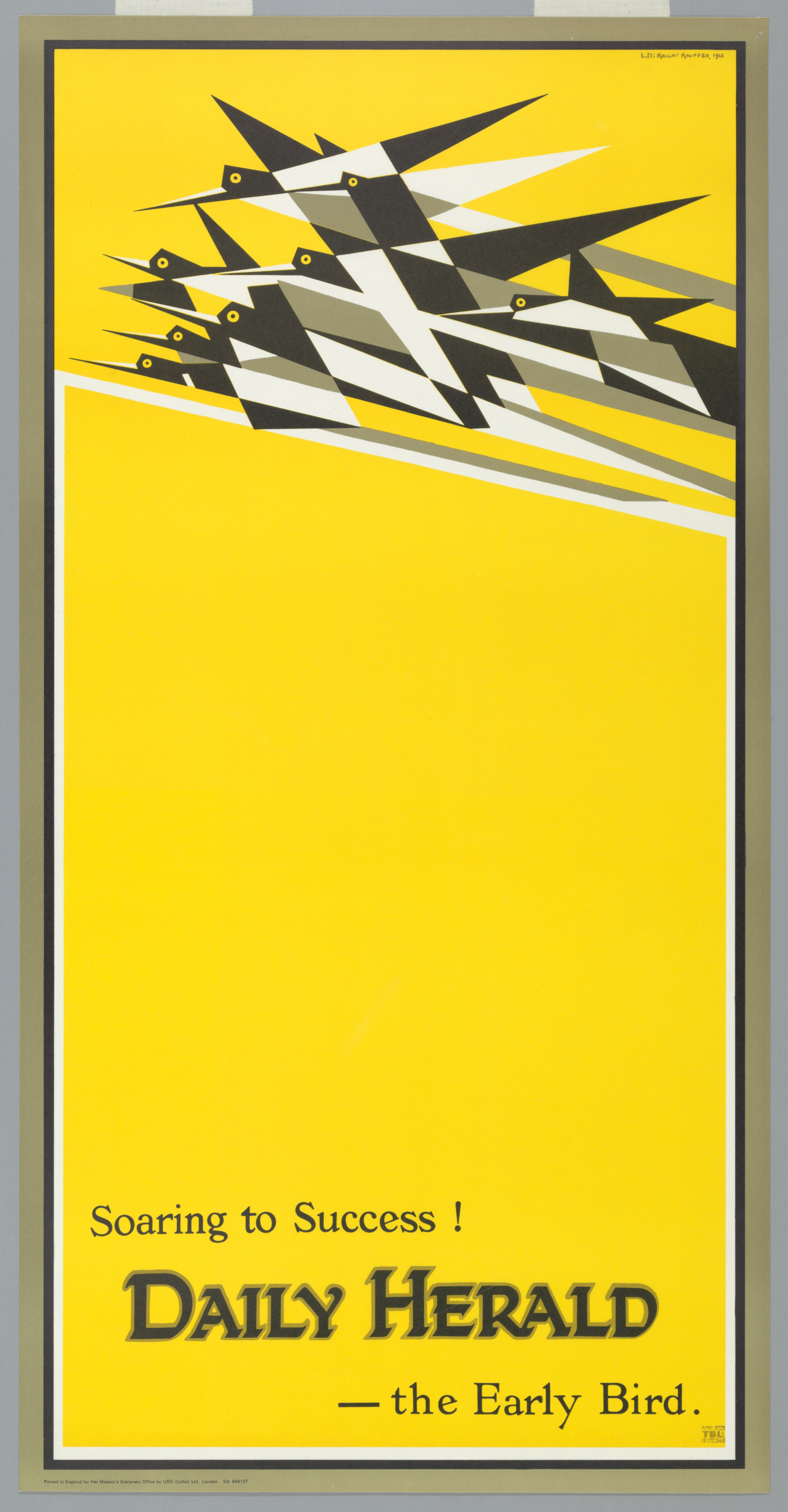
デイリー・ヘラルド（英語版）宣伝ポスター 1918年 エドワード・マクナイト・カウファー
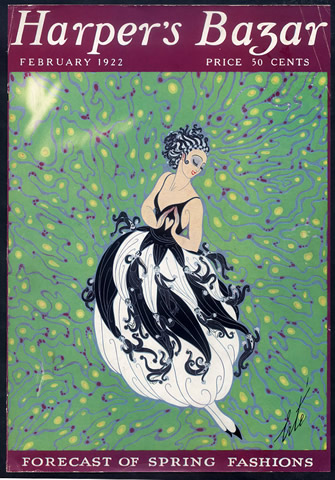
『ハーパーズ バザー』誌1922年2月号表紙 エルテ画
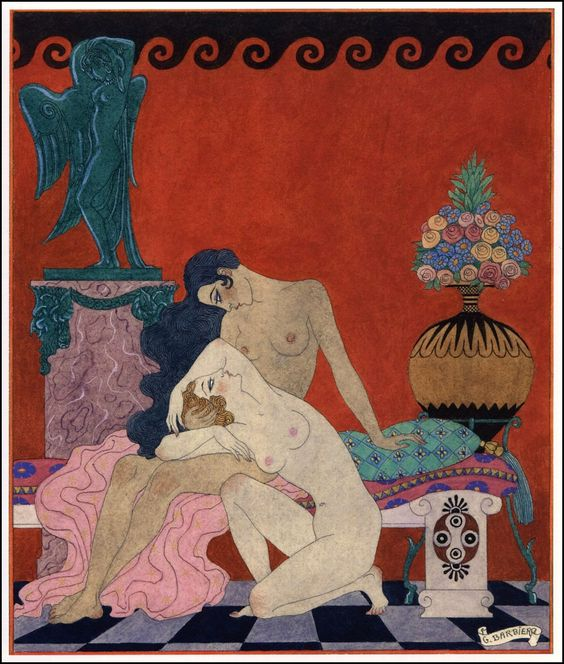
『ビリティスの歌』挿絵 1922年 ジョージ・バルビエ画
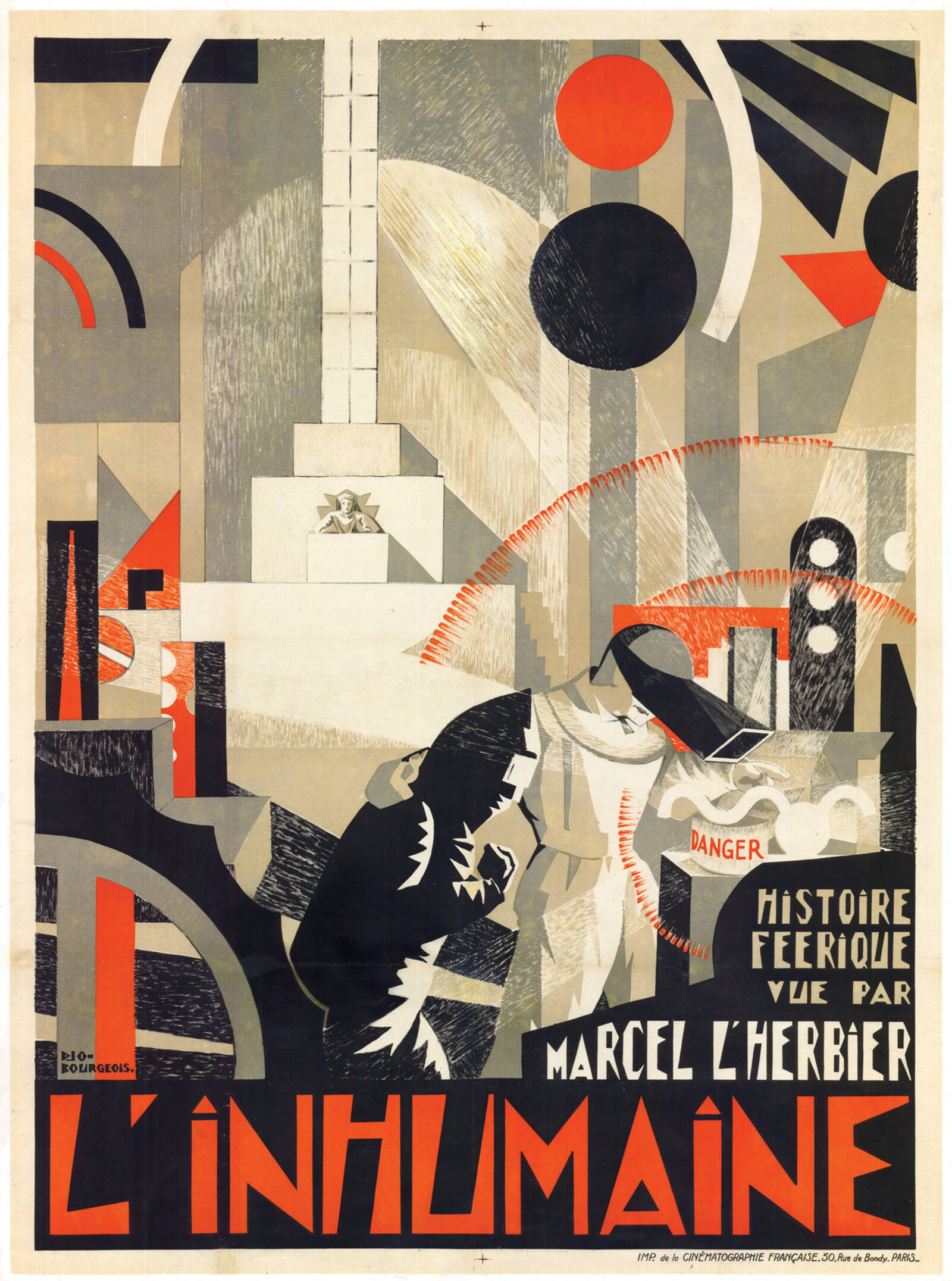
「人でなしの女（英語版）」　1924年 映画ポスター ジョルジュ・ジョ＝ブルジョワ（フランス語版）画
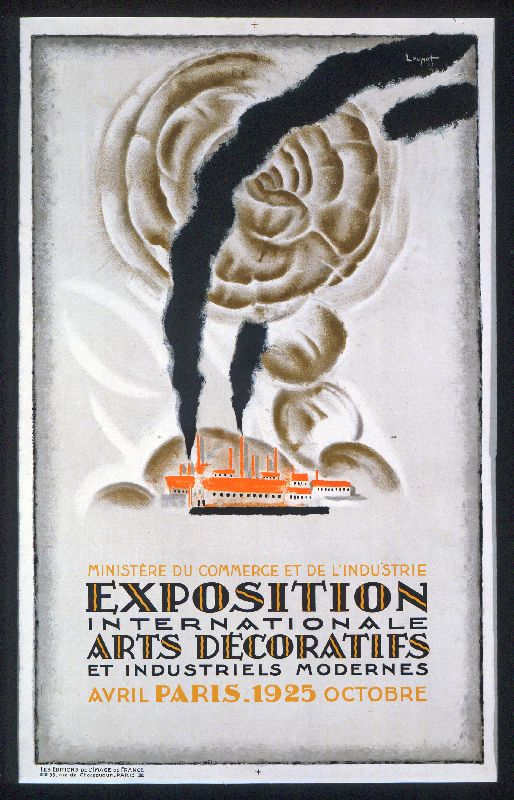
「パリ万国博覧会」ポスター　シャルル・ルーポ画
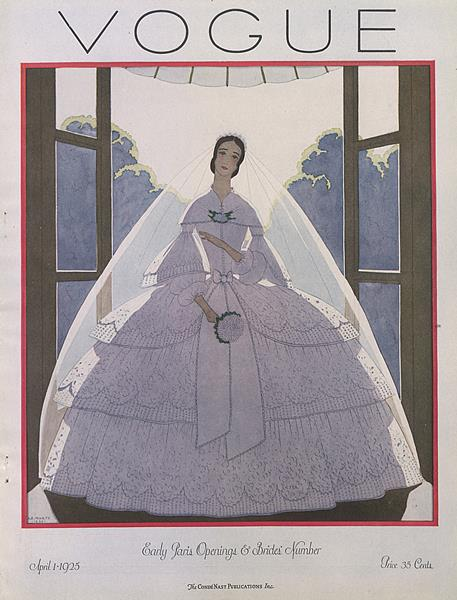
『VOGUE』誌 1925年4月号表紙 アンドレ・エデュアール・マルティ（フランス語版）画
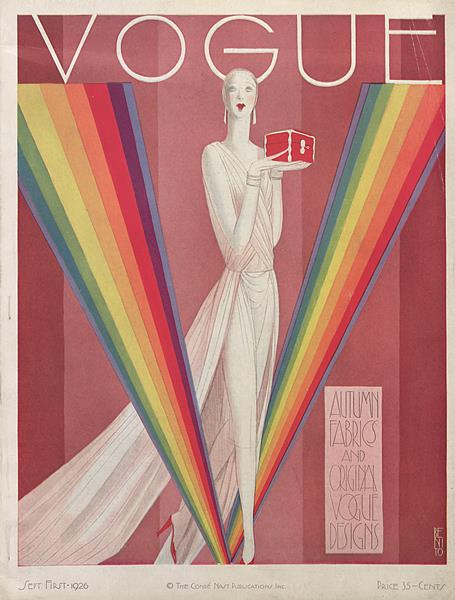
『VOGUE』誌 1926年9月号表紙 エドゥアルド・ベニート（スペイン語版）画
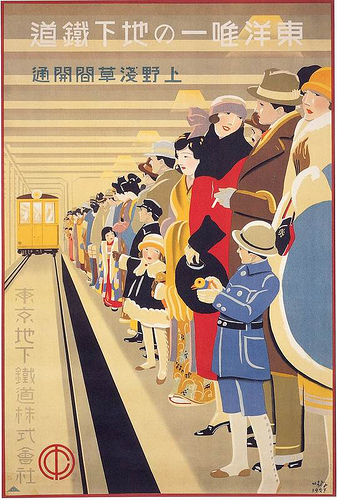
「東洋唯一の地下鐵道 上野淺草間開通」 東京地下鉄道ポスター 1927年 杉浦非水
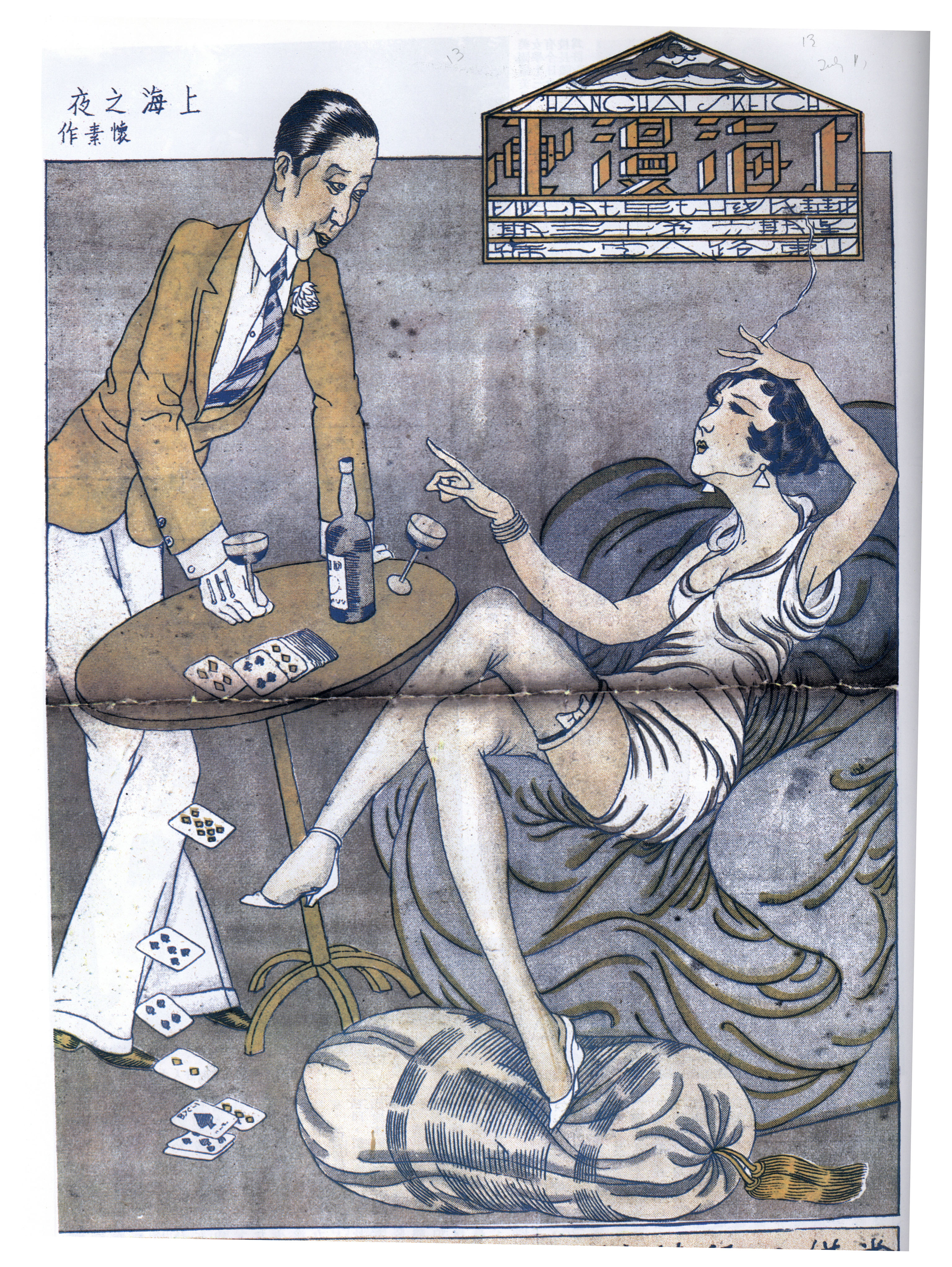
『上海漫画（中国語版）』誌13号 1928年7月 表紙 懷素画 「上海之夜」
「ルロワ社　高品質レンズ　医療用光学部品」ポスター 1930年 マールトン・ラヨシュ（ハンガリー語版）
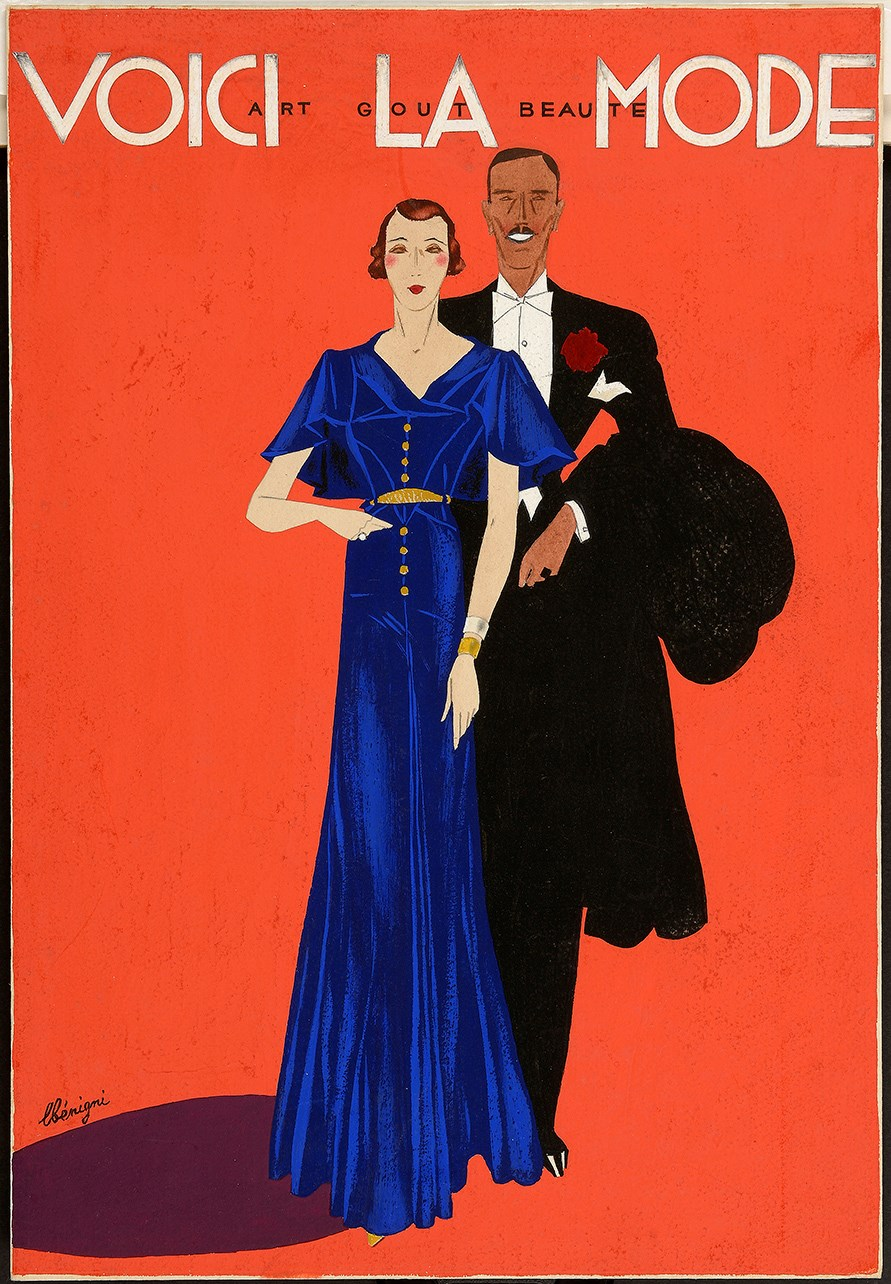
『アール・グー・ボーテ（フランス語版）』誌 表紙 1933年 レオン・ベニーニ（フランス語版）
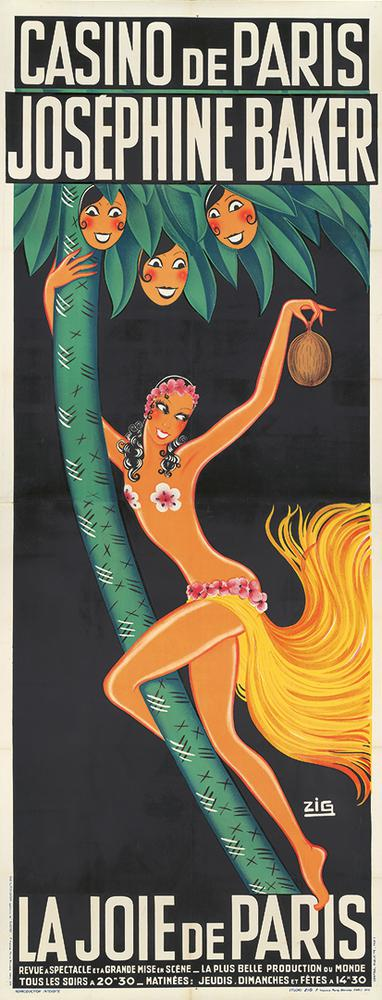
ジョセフィン・ベーカー公演ポスター 1932年 ジグ（フランス語版）（ルイ・ゴーダン）画
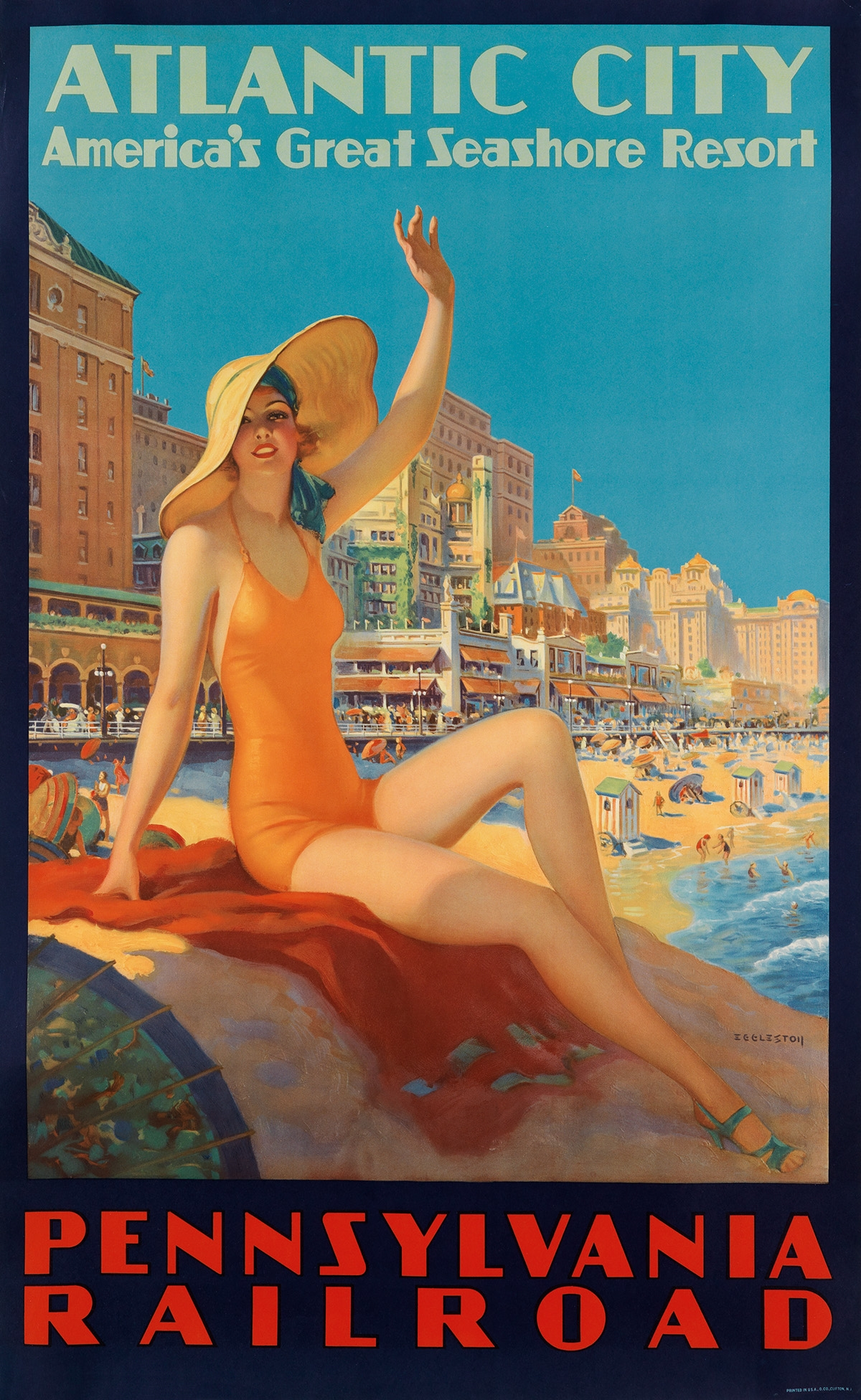
「アトランティック・シティ」ペンシルバニア鉄道ポスター 1935年 エドワード・メイソン・エグルストン（英語版）画
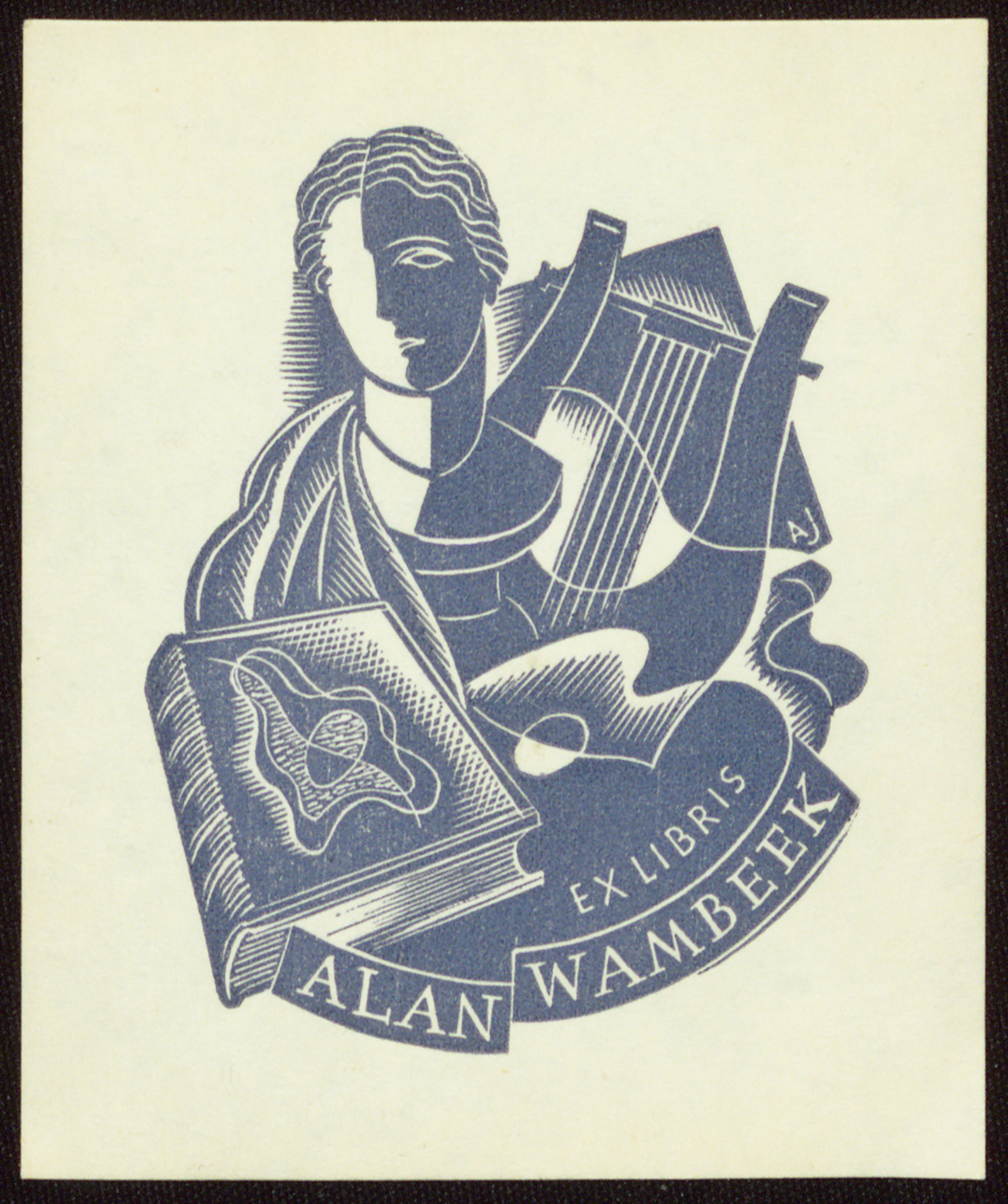
エクス・リブリス 1930年代 アラン・ジョーダン（英語版）
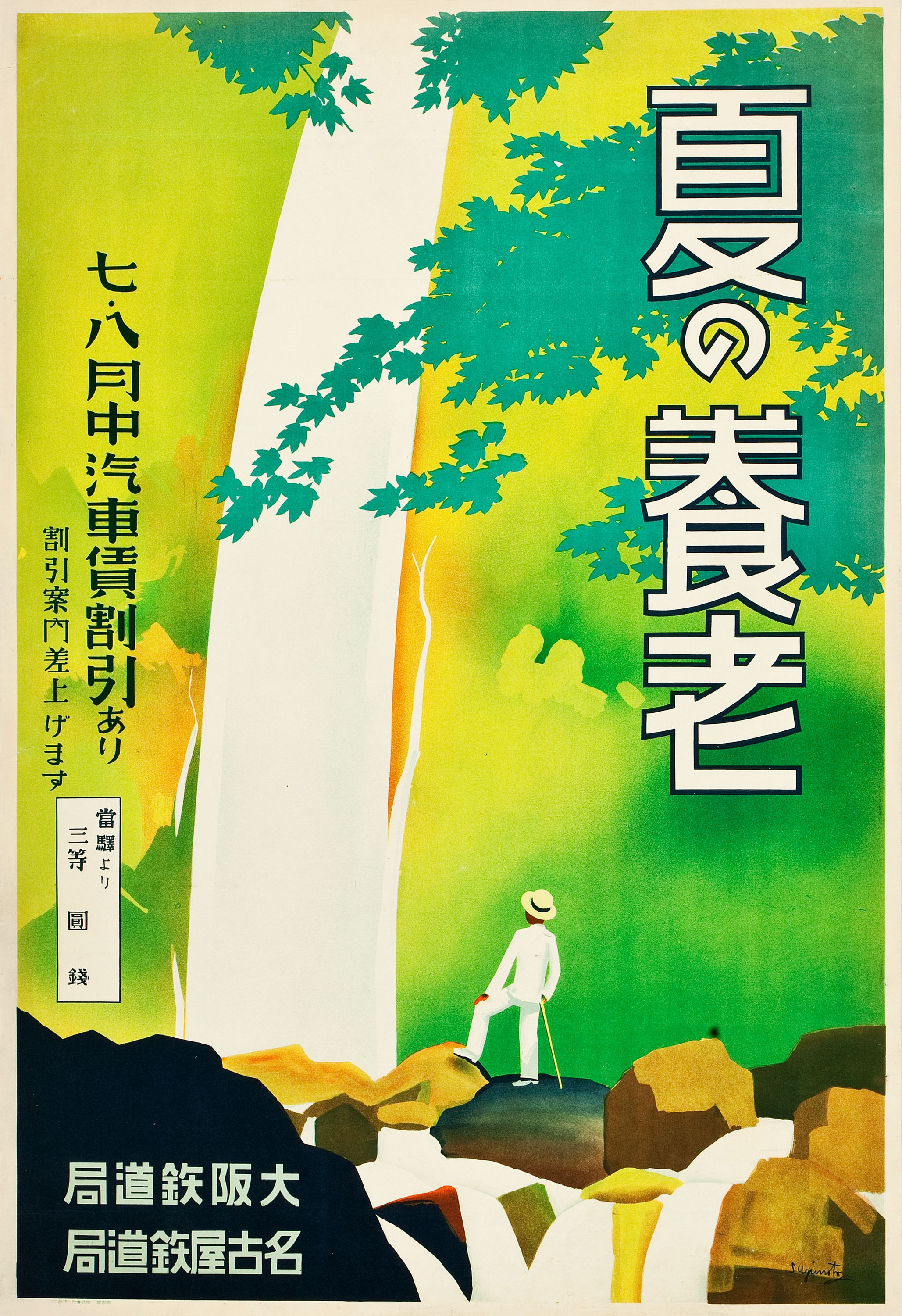
観光ポスター 1930年代 日本

## 工芸
ガラス、金属、陶芸（陶磁器などの工芸作品）。
他、昭和初期に精工舎が金属・ウランガラス・樹脂などで製作した置時計など。

### 宝飾・ガラス工芸
- ルネ・ラリック（René Lalique 1860年 - 1945年）
- ジョルジュ・デプレ（フランス語版）（Georges Despret 1862年 - 1952年）
- フランソワ＝エミール・デコルシュモン（フランス語版）（François-Emile Décorchemont 1880年 - 1971年）
- ヴィクトール・アマルリック・ワルター（フランス語版、英語版）（Amalric Walter 1870年 - 1959年）
- ガブリエル・アルジィ＝ルソー（フランス語版）（Gabriel Argy-Rousseau 1885年 - 1953年）

### 陶芸
- ルネ・ビュトー（フランス語版）（René Buthaud 1886年 - 1986年）

### 金属工芸
- ジャン・ピュイフォルカ（Jean Puiforcat 1897年 - 1945年）

### 室内装飾
- アンリ・ラパン（フランス語版）（Henri Rapin 1873年 - 1939年）

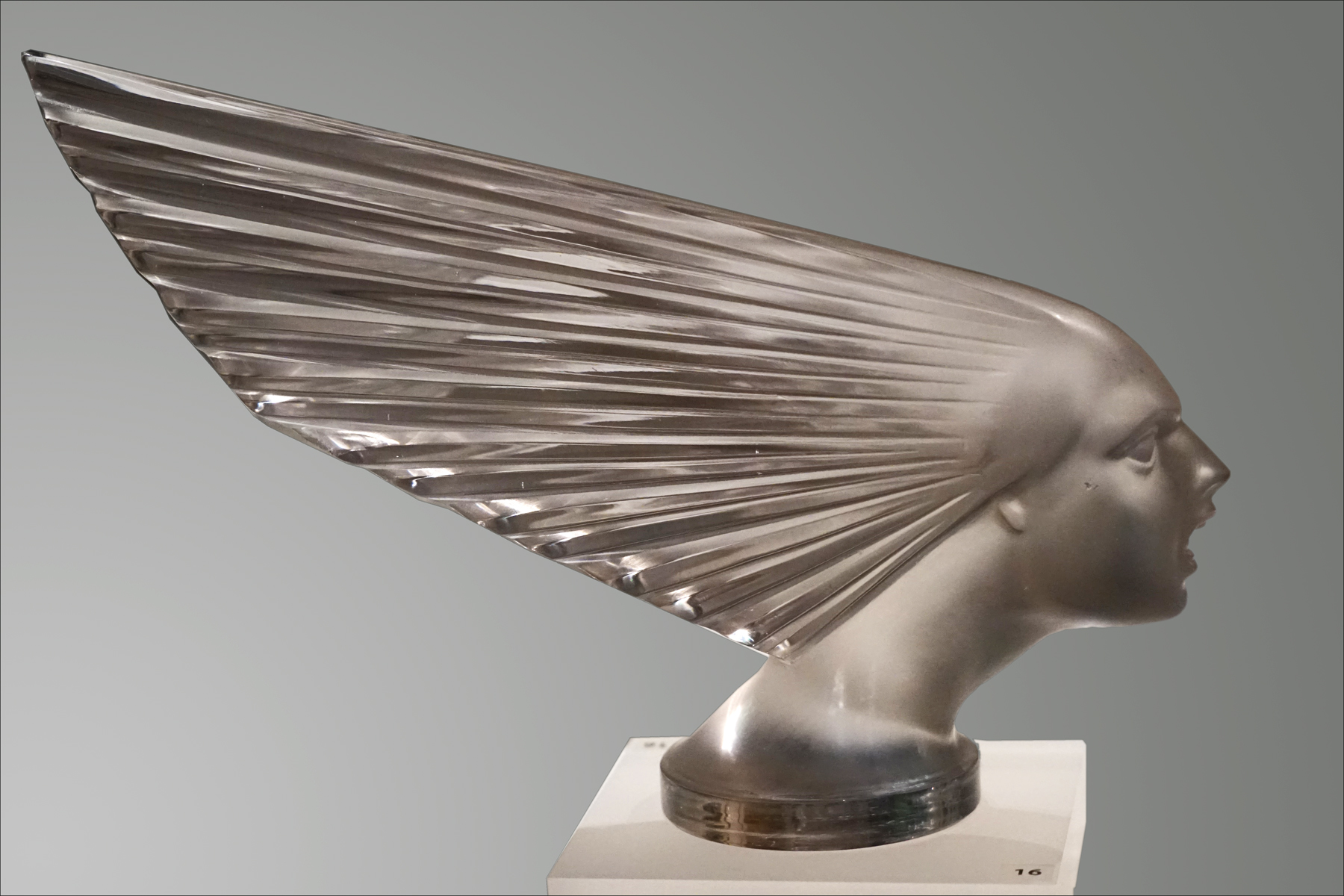
「勝利の女神」 ルネ・ラリック
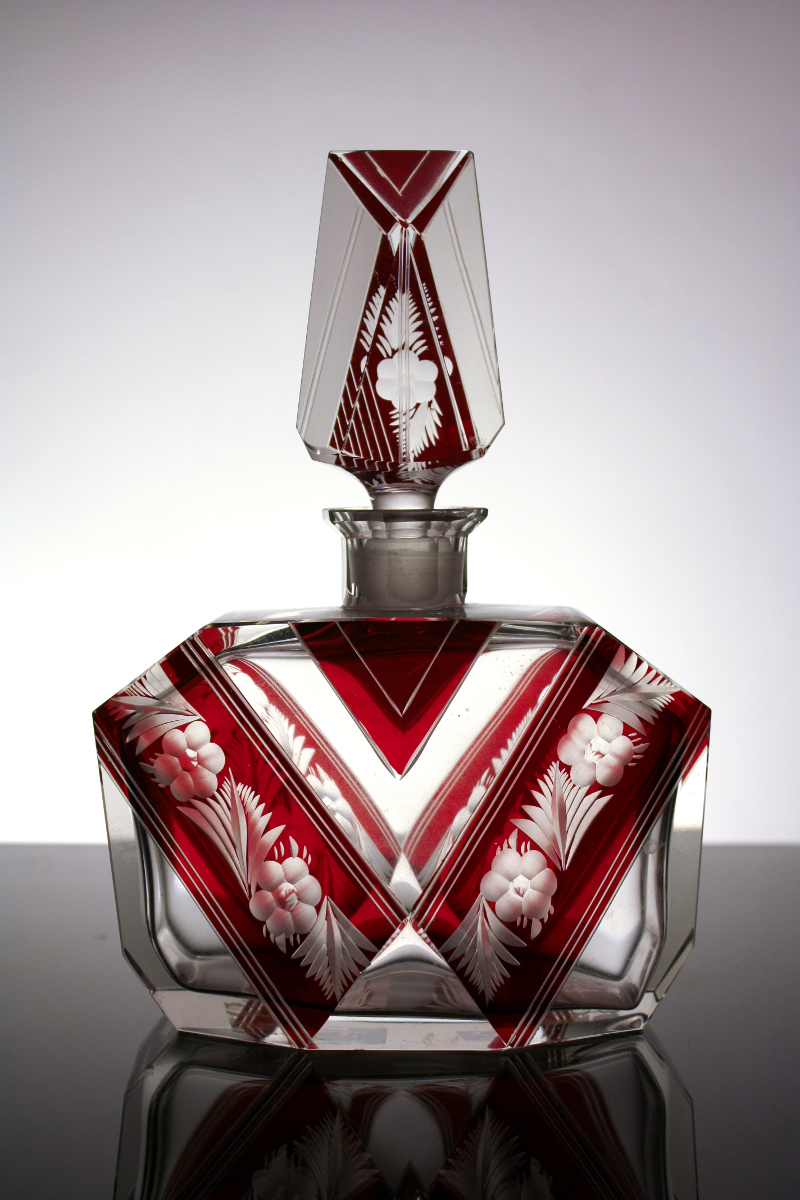
エドガー・ブラント（英語版）
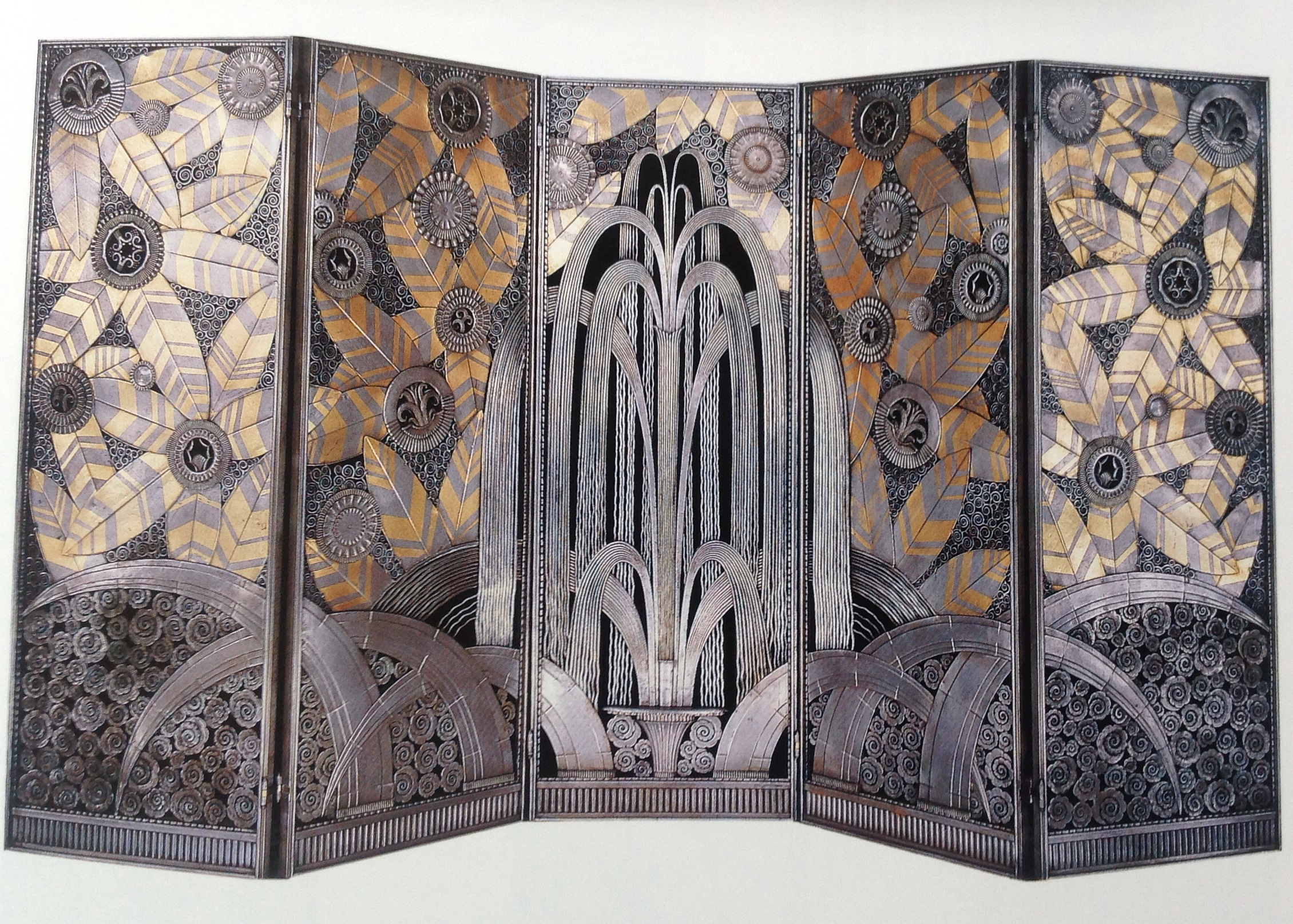
衝立「オアシス」 1925年 パリ万国博覧会出品作品

## ファッション
アール・デコの潮流はファッションにも波及した。「瞬時に捉えられる単純で輪郭のはっきりしたフォルムと、感覚的で明快な表面性、表層性」が特徴とされるアール・デコの直線的スタイルの革新を真っ先にモードにとり入れたのは、1908年にコルセット不要のドレスを考案し、アール・ヌーヴォー時代を代表するS字型シルエットを排除したポール・ポワレである。アール・デコの呼称の源となった1925年のパリ万国装飾美術博覧会（アール・デコ展）の展示グループ5つのうちひとつは『衣装・装身具（parure）』であり、「エレガンス館」と名付けられた会場にパリじゅうのデザイナーの作品が集められ展示された。
モード界の帝王として君臨していたポワレは博覧会場のほかにレストランとサロンをしつらえた3艘の豪華船をセーヌ川に浮かべ、ドレスのほか、香水や家具やアトラクションなども披露した。『アール・デコの時代』の著作のある海野弘は、「ファッションがこれほど同時代のモダン・アートに関係していたことは珍しい」と言う。
博覧会場では、1916年に実用性を重視した伸縮性のあるジャージ素材のスーツで世間を驚かせたココ・シャネルや日本の着物から着想した新しい裁断法の服で知られるマドレーヌ・ヴィオネら女性デザイナーたちのより革新的で機能的な服も当時流行した短髪のマネキンに着せられてより一層の注目を集め、アール・デコ時代の服飾の代表格となっていった。

## 日本におけるアール・デコ

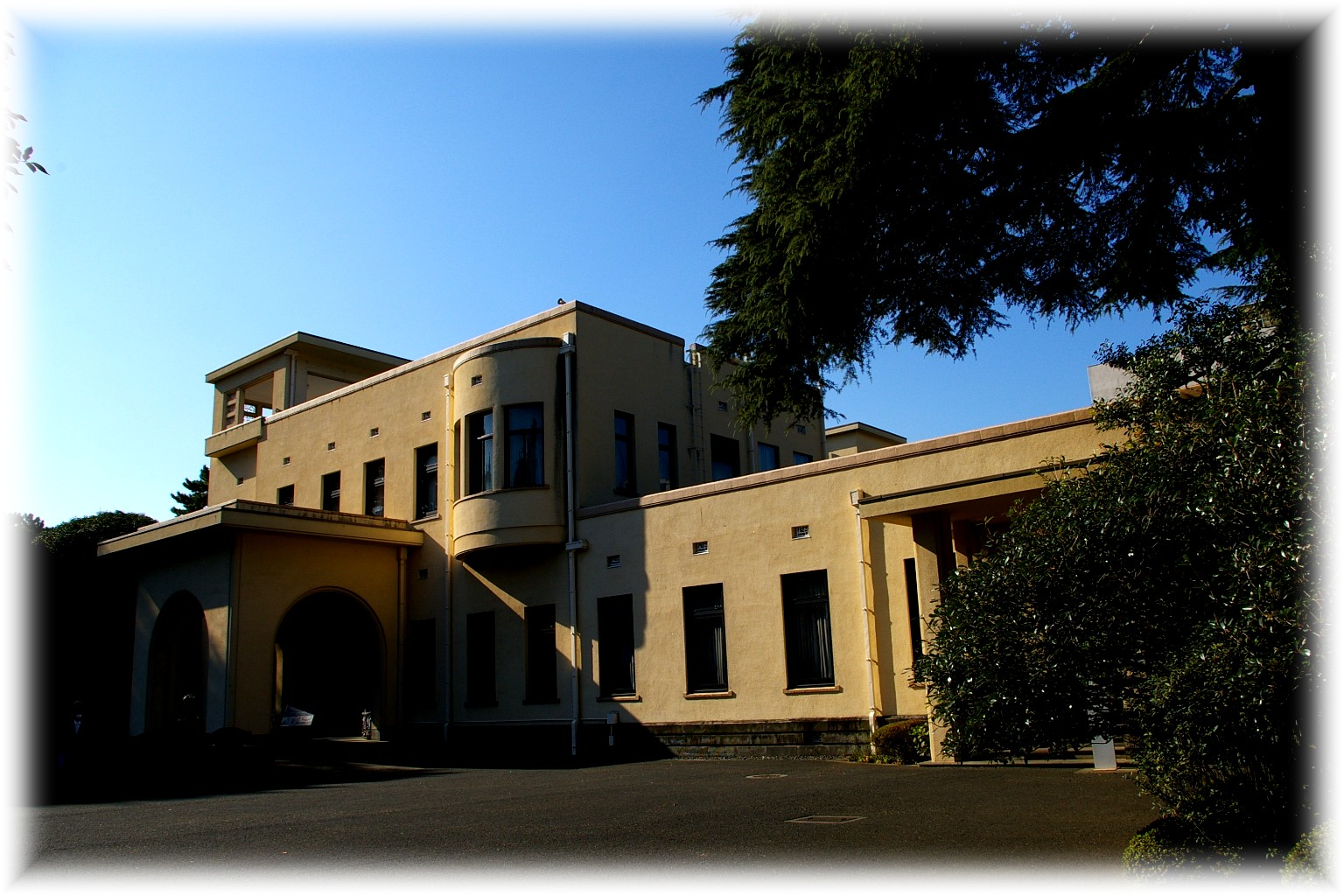
旧・朝香宮邸

もともとアール・デコには日本の美術から影響を受けた側面がある。

### 人物
- 里見宗次（1904-1996）
- 山名文夫（1897-1980）
- 今竹七郎（1905-2000）
- 杉浦非水（1876-1965）

### 工芸
- オールドノリタケ（陶磁器、食器）

### 建築
- 東京都庭園美術館（旧・朝香宮邸・東京都港区白金台）

明治時代の皇族、朝香宮鳩彦王は、パリのアール・デコラティブ展（1925年）でアール・デコに魅せられ、帰国後、アール・デコラティブ展で活躍したフランス人デザイナー、アンリ・ラパンに、自邸の設計を依頼した。日本に現存する代表的なアールデコ建築である。内装もフランス直輸入のものを用いている。
- 大阪府庁舎 設計平林金吾
- 聖路加国際病院
- 伊勢丹新宿本店

1933年（昭和8年） 設計・施工清水組
- 山の上ホテル旧館 設計ウィリアム・メレル・ヴォーリズ
- 神戸市文書館（旧・南蛮美術館）設計小川安一郎、神戸市景観形成重要建築物
- 横浜地方気象台 設計繁野繁造、横浜市指定文化財
- 旧津山市役所庁舎（津山郷土博物館）設計磯兼権三、登録有形文化財
- 学士会館
- 大丸心斎橋店
- 横浜松坂屋（旧・野澤屋）

現在、西館のみJRAエクセル伊勢佐木として残存。
- 東京都台東区日本堤の「廿世紀浴場」（銭湯）も「アールデコ風」とされることがある[13]。
- 日本橋白木屋 (現在のコレド日本橋) 施工清水組
- 大阪瓦斯ビルヂング 設計安井武雄、登録有形文化財、DOCOMOMO JAPAN選定 日本におけるモダン・ムーブメントの建築
- 慶應義塾高等学校 第一校舎
- 国立印刷局東京工場

### その他
- 氷川丸の装飾などにも影響が見られる。